# Істеблішмент
Істе́блішмент (від англ. Establishment) — владні, керівні кола, політична еліта.
1. Прошарки суспільства, що мають привілейоване становище і є опорою цього суспільного устрою.
2. Високий рівень прибутків, стійке становище в суспільстві, достаток[1].